# Rocky V (colonna sonora)
| Recensione | Giudizio |
| ---------- | -------- |
| AllMusic   |          |

La colonna sonora del film Rocky V venne pubblicata nel 1990, in concomitanza con l'uscita della pellicola nelle sale cinematografiche.

## Tracce
1. MC Hammer – That's What I Said – 4:24
2. Joey B. Ellis – All You Gotta Do Is Sing – 3:57
3. MC Tab – No Competition – 4:39
4. Joey B. Ellis & Tynetta Hare – Go For It – 4:14
5. The 7A3 – Take You Back (remix) – 4:10
6. Elton John – The Measure of a Man – 4:03
7. Bill Conti – Can't Stop the Fire – 3:19
8. Rob Base – I Wanna Rock – 4:20
9. Joey B. Ellis – Thought U Were the One for Me – 3:02
10. Snap! – Keep It Up – 4:03
11. MC Hammer – Feel My Power – 5:11

## Classifiche
| Classifica (1991) | Posizione massima |
| ----------------- | ----------------- |
| Austria           | 12                |
| Paesi Bassi       | 41                |
| Germania          | 12                |
| Svezia            | 36                |
| Svizzera          | 11                |